# „Z” no chikai
„„Z” no chikai” (jap. 「Z」の誓い) – piętnasty singel japońskiego zespołu Momoiro Clover Z, wydany w Japonii przez Evil Line Records 29 kwietnia 2015 roku. Singel został wydany w trzech edycjach: edycji „Z” (CD) i edycji „F” (CD+Blu-ray).
Singel osiągnął 4 pozycję w rankingu Oricon i pozostał na liście przez 9 tygodni, sprzedał się w nakładzie 58 339 egzemplarzy.
Tytułowy utwór został wykorzystywany jako piosenka przewodnia filmu Dragon Ball Z: Resurrection 'F'.

## Lista utworów

### Edycja „Z”
| Nr | Tytuł                                                                             | Słowa          | Kompozycja        | Aranżacja           | Czas |
| -- | --------------------------------------------------------------------------------- | -------------- | ----------------- | ------------------- | ---- |
| 1. | "„Z” no chikai" (jap. 「Z」の誓い)                                                | Yukinojo Mori  | Narasaki          | Narasaki, Yuyoyuppe | 4:50 |
| 2. | "Romantic kongara gatteru" (jap. ロマンティックこんがらがってる)                  | Natsumi Tadano | invisible manners | invisible manners   | 4:05 |
| 3. | "CHA-LA HEAD-CHA-LA"                                                              | Yukinojo Mori  | Chiho Kiyoka      | tatsuo              | 3:17 |
| 4. | "„Z” no chikai" (jap. 「Z」の誓い) (off vocal ver.)                               |                | Narasaki          | Narasaki, Yuyoyuppe | 4:50 |
| 5. | "Romantic kongara gatteru" (jap. ロマンティックこんがらがってる) (off vocal ver.) |                | invisible manners | invisible manners   | 4:05 |
| 6. | "CHA-LA HEAD-CHA-LA" (off vocal ver.)                                             |                | Chiho Kiyoka      | tatsuo              | 3:17 |

### Edycja „F”
| CD      |                                                                                   |                               |                               |                               |      |
| Nr      | Tytuł                                                                             | Słowa                         | Kompozycja                    | Aranżacja                     | Czas |
| 1.      | "„Z” no chikai" (jap. 「Z」の誓い)                                                | Yukinojo Mori                 | Narasaki                      | Narasaki, Yuyoyuppe           | 4:50 |
| 2.      | "Romantic kongara gatteru" (jap. ロマンティックこんがらがってる)                  | Natsumi Tadano                | invisible manners             | invisible manners             | 4:05 |
| 3.      | "„Z” no chikai" (jap. 「Z」の誓い) (off vocal ver.)                               |                               | Narasaki                      | Narasaki, Yuyoyuppe           | 4:50 |
| 4.      | "Romantic kongara gatteru" (jap. ロマンティックこんがらがってる) (off vocal ver.) |                               | invisible manners             | invisible manners             | 4:05 |
| Blu-ray |                                                                                   |                               |                               |                               |      |
| Nr      | Tytuł                                                                             | Tytuł                         | Tytuł                         | Tytuł                         | Czas |
| 1.      | "„Z” no chikai" (Music video)                                                     | "„Z” no chikai" (Music video) | "„Z” no chikai" (Music video) | "„Z” no chikai" (Music video) |      |

## Notowania
| Lista                                          | Pozycja |
| ---------------------------------------------- | ------- |
| Oricon Daily Singles Chart                     | 2       |
| Oricon Weekly Singles Chart                    | 4       |
| Billboard Japan Hot 100                        | 5       |
| Billboard Japan Hot Singles Sales              | 3       |
| Billboard Japan Hot Adult Contemporary Airplay | 27      |
| Billboard Japan Hot Animation                  | 2       |